# توني جالنتو
توني جالنتو (بالإنجليزية: Tony Galento)‏ مواليد 12 مارس 1910 في أورنج، نيو جيرسي، الولايات المتحدة - الوفاة 22 يوليو 1979 في أورنج، نيو جيرسي، الولايات المتحدة، كان ملاكم أمريكي سابق صنّف ضمن فئة الوزن الثقيل.

## إحصائيات
خاض خلال مسيرته 112 نزالا، فاز في 80 وتعادل في 5 وخسر في 26. فاز بالضربة القاضية في 57 نزالا.

## روابط خارجية
- توني جالنتو على موقع IMDb (الإنجليزية)
- توني جالنتو على موقع قاعدة بيانات الفيلم (الإنجليزية)
- توني جالنتو على موقع بوكس ريك (الإنجليزية) (registration required)
- توني جالنتو على موقع CageMatch worker (الإنجليزية)